# Ріхард Альтманн
Рі́хард А́льтманн (нім. Richard Altmann; 12 березня 1852, Дойч-Ейлау — 8 грудня 1900, Вермсдорф) — німецький анатом, гістолог, член Саксонської академії наук з 16 жовтня 1893 року.

## Біографія
Народився 12 березня 1852 року в місті Дойч-Ейлау (нині Ілава, Польща). Медицину вивчав у Марбурзькому, Кенігсберзькому, Грайфсвальдському та Гіссенському університетах. 1877 року в останньому отримав звання доктора медицини.
Працював прозектором у Лейпцигу. Протягом 1882—1887 років — приват-доцент, у 1887—1894 роках — екстраординарний професор анатомії та гістології Лейпцизького університету. Помер 8 грудня 1900 року у замку Губертусбурзі у Вермсдорфі.

## Наукова діяльність
1889 року уперше ввів термін «нуклеїнова кислота». Тоді ж ним було розроблено перший зручний і загальний спосіб виділення нуклеїнових кислот, вільних від білкових домішок.
Багато займався дослідженнями структури протоплазми і створив дуалістичну теорію будови живої речовини. Застосувавши особливу фіксацію і забарвлення («методи Альтманна»), виявив зернистість у протоплазмі багатьох клітин (так звана «зернистість Альтманна») і визнав цю зернистість універсальною структурою протоплазми. Зернам протоплазми — біобластам (від грец. βίος — життя і грец. βλαστός — зародок) — приписував життєві властивості, всю ж решту маси протоплазми він розглядав як позбавлене життя середовище. Надалі було показано, що виявлені ним зерна є лише однією зі складових структурних частин живої протоплазми. Біобласти Альтманна тепер відомі як мітохондрії, а відкриті ним методи застосовують як специфічні для їх виявлення.

### Праці
- Studien über die Zelle. Leipzig: Veit, 1886. 58 p.;
- Zur Geschichte der Zelltheorien. Ein Vortrag. Leipzig: AMBR. Abel, 1889. 20 p.;
- Über Nucleinsäuren // Archiv für Anatomie und Physiologie. Physiologische Abteilung. Leipzig, 1889. Bd. 6. P. 568—739.;
- Die Elementar organismen und ihre Beziehungenzuden Zellen. Leipzig: Veit, 1894. 272 p.